# 공간 전하
공간 전하(Space charge)는 별도의 점과 같은 전하가 아닌 공간 영역(부피 또는 면적)에 걸쳐 분산된 전하의 연속체로 취급되는 전하 집합체에 대한 해석이다. 이 모델은 일반적으로 전하 캐리어가 고체의 일부 영역에서 방출된 경우에 적용된다. 방출된 캐리어 구름이 충분히 퍼져 있는 경우 공간 전하 영역을 형성하거나 고체에 남겨진 하전된 원자 또는 분자가 공간을 형성할 수 있다.
공간 전하 효과는 유전체 매체(진공 포함)에서 가장 두드러진다. 전도성이 높은 매체에서는 전하가 빠르게 중화되거나 차폐되는 경향이 있다. 공간 전하의 부호는 음수 또는 양수일 수 있다. 이 상황은 아마도 금속 물체가 진공 상태에서 백열로 가열될 때 근처 영역에서 가장 친숙할 것이다. 이 효과는 토머스 에디슨이 전구 필라멘트에서 처음으로 관찰한 것으로 에디슨 효과라고도 한다. 공간 전하는 많은 진공 및 고체 전자 장치에서 중요한 현상이다.

## 같이 보기
- 열전자 방출
- 진공관

## 참고문헌
- Starr, A. T. (1958), 《Telecommunications》 seco판, London: Sir Isaac Pitman & Sons, Ltd
- Coelho, R. (1979), 《Physics of Dielectrics for the Engineer》, Amsterdam: Elsevier Scientific Pub. Co.